# Oliveira (Mesão Frio)
Oliveira es una freguesia portuguesa del concelho de Mesão Frio, con 3,40 km² de superficie y 456 habitantes (2001). Su densidad de población es de 134,1 hab/km².